# 039型潜水艦
039型潜水艦（中国語: 039型潛艇）は、中国人民解放軍海軍の運用する攻撃型潜水艦の艦級。また改良型の039G型および039G1型についても本項で述べる。NATOコードネームは宋王朝に因んで宋型（英: Song-class）。

## 来歴
人民解放軍海軍では、1960年代よりソビエト連邦海軍の633型（ロメオ型）を033型として国産化したのち、1970年代からは、これに改良を加えた中国版として035型（明型）の建造に着手していた。これは中国が初めて設計に関与した潜水艦ではあるが、元設計の古さもあり、設計・性能の陳腐化が指摘されていた。
このことから、潜水艦隊の近代化のため、初の独自設計潜水艦として開発されたのが本型である。カタログスペック上は一線レベルの性能を確保したが、実際には用兵側を満足させるものではなく、並行してロシアから877EKM型（キロ型）を導入するとともに、国産艦の整備についても、その技術を導入した039A型（元型）の建造に早期に移行している。

## 設計
規模は先行する035型（明型）と同程度とされているが、船型については刷新されている。同型では第2次世界大戦中のS型潜水艦に連なる、相応に水上航走性能を重視したマッコウクジラ型船型・2軸推進方式が採用されていたのに対し、本型では、流体力学的に合理的で、水中運動性能に優れる涙滴型船型・1軸推進方式が採用された。また推進器は7翔式のスキュード・プロペラとされている。なお最大潜航深度は300メートルとされる。潜舵はセイルプレーン式とされており、またセイル後端に整流フィンを有するのが外見上の特徴である。
1番艦となる320号艦は1991年に起工されたが、進水は1994年となった。また海上公試で水中運動性能および放射雑音の面で大きな問題が指摘されたことから、就役は1999年まで遅れ、更に2番艦から6番艦は改良型の039G型、7番艦以降は更に改良された039G1型と、順次に設計変更が加えられている。1・2番艦では段差がついた特殊なセイルを採用していたのに対し、3番艦以降では従来通りのシンプルな形状に改められており、後に1・2番艦にもバックフィットされた。
この結果として静粛性は改善しており、水中放射雑音は、当初はキロ型初期型（877型）よりも大幅に高く、海上自衛隊が1970年代に整備したうずしお型（42SS）よりも若干高くすらあったが、後には、キロ型初期型（877型）と改良型（636型）の中間程度まで低減されたといわれている。2006年10月ごろには、本型のうち1隻が沖縄近海にてアメリカ海軍「キティホーク」空母打撃群を追跡し、探知を受けないまま、5マイル (8.0 km)という近距離で浮上したとされている。

## 装備
ソナーとしては、艦首に球形アレイを備えているが、これは、フランスのトムソンCSF社のTSM-2233「エレドン」に基づいているとされている。なおTSM-2233はフランス海軍がアゴスタ級潜水艦に搭載しているDSUV-22の輸出版であり、中国でライセンス生産化されたものは、091型や035G型にも搭載されているといわれている。
本級は魚雷発射管から水中発射対艦ミサイル（USM）を発射できるが、その機種については、YJ-82とする説と、サステナーをターボジェット式に変更したYJ-83とする説とがある。

## 同型艦
| 設計  | #   | 艦名     | 造船所         | 就役       | 配属     |
| ----- | --- | -------- | -------------- | ---------- | -------- |
| 039   | 320 | 遠征20号 | 武漢造船所     | 1999年6月  | 北海艦隊 |
| 039G  | 321 | 遠征21号 | 武漢造船所     | 2001年4月  | 北海艦隊 |
| 039G  | 322 | 遠征22号 | 武漢造船所     | 2001年12月 | 北海艦隊 |
| 039G  | 323 | 遠征23号 | 武漢造船所     | 2003年11月 | 北海艦隊 |
| 039G  | 324 | 遠征24号 | 武漢造船所     | 2003年12月 | 東海艦隊 |
| 039G  | 325 | 遠征25号 | 武漢造船所     | 2004年     | 東海艦隊 |
| 039G1 | 314 | 遠征14号 | 武漢造船所     | 2004年     | 東海艦隊 |
| 039G1 | 315 | 遠征15号 | 武漢造船所     | 2004年     | 南海艦隊 |
| 039G1 | 316 | 遠征16号 | 武漢造船所     | 2005年     | 南海艦隊 |
| 039G1 | 317 | 遠征17号 | 武漢造船所     | 2005年     | n/a      |
| 039G1 | 326 | 遠征26号 | 武漢造船所     | 2005年     | 南海艦隊 |
| 039G1 | 327 | 遠征27号 | 武漢造船所     | 2006年     | 北海艦隊 |
| 039G1 | 328 | 遠征28号 | 上海江南造船所 | 2005年     | 北海艦隊 |
| 039G1 | 329 | 遠征29号 | 上海江南造船所 | 2006年     | 南海艦隊 |